# Sabina de Steinbach

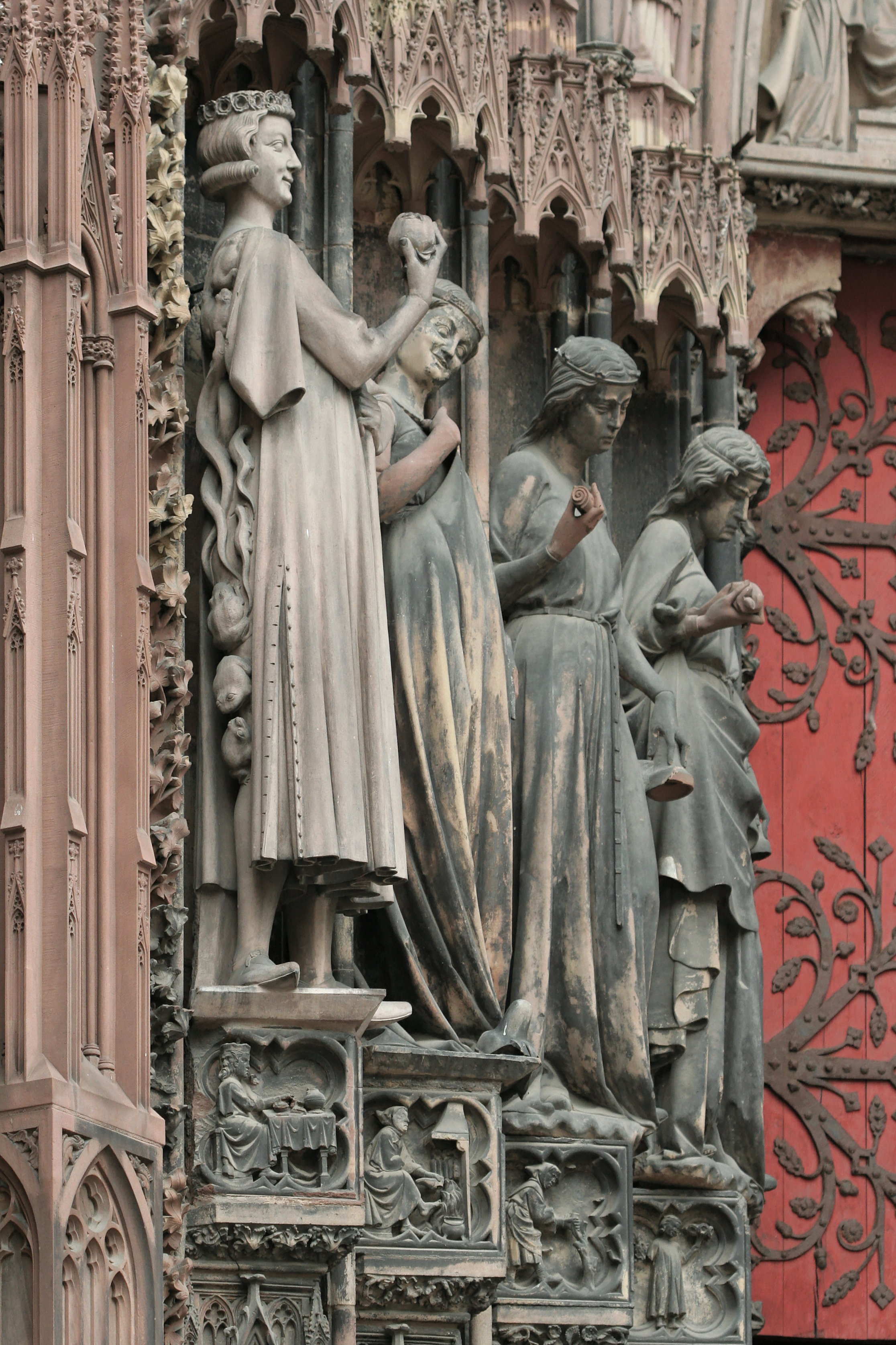
El Temptador i les verges boges, atribuïts a Sabina de Steinbach

Sabina de Steinbach va ser una escultora del segle xiii a qui hom atribueix les escultures del pòrtic de la catedral d'Estrasburg i algunes de les estàtues gòtiques més notables de la catedral de Notre Dame de París.
A la catedral d'Estrasburg, l'escultura de Sant Joan sosté un pergamí a la mà al qual es pot llegir la inscripció: "Gràcies a la gran pietat d'aquesta dona, Sabina, que em donà forma dins d'aquesta pedra dura".
Sabina de Steinbach va ser una de les dones que van formar part de la maçoneria operativa i es considera una de les maçones més cèlebres del seu temps.

## Context cultural
Al segle xiii a Europa van aparèixer les primeres universitats però, com eren fundacions de l'Església, la majoria prohibia l'accés a les dones. En general en aquesta època eren considerades menors d'edat i d'inferior valor i dignitat que els homes. Tomàs d'Aquino ho explicava així: "L'home ha estat ordenat per a una obra més noble, la de la intel·ligència, mentre que la dona només per a la reproducció". El treball artístic es desenvolupava en petites organitzacions gremials i també la majoria dels seus estatuts especificaven l'admissió exclusiva als homes. En molt poques ocasions es permetia l'accés a una dona, i solia ser el cas d'una vídua o filla que heretava el taller del seu marit o pare, pintor o escultor. Una d'aquestes comptades excepcions és precisament Sabina de Steinbach. Un altre cas, ja al segle xvii, és el d'Artemisia.